# Hilberts andra problem
Hilberts andra problem är ett av David Hilbert 23 matematiska problem. Det formulerades år 1900. Hypotesen är att aritmetikens axiom är konsistenta, det vill säga att aritmetik är ett formellt system utan motsägelser.
Problemet är delvis löst. Vissa anser att det har bevisats vara omöjligt att bevisa avsaknad av motsägelser i ett axiomatiskt system med en ändlig mängd axiom. Se Gödels ofullständighetsteorem.